# Eleonore Dorothea von Anhalt-Dessau

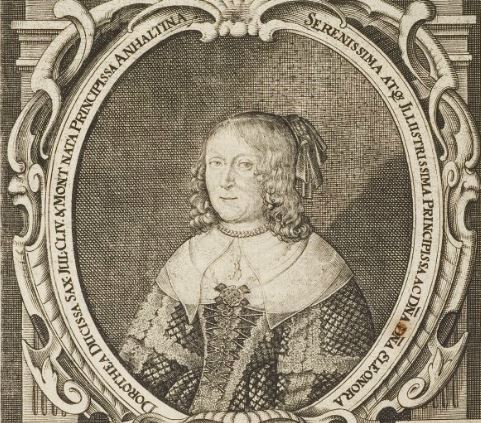
Eleonore Dorothea, als Herzogin von Sachsen-Weimar

Eleonore Dorothea von Anhalt-Dessau (* 16. Februar 1602 in Dessau; † 26. Dezember 1664 in Weimar) war eine Prinzessin von Anhalt-Dessau und durch Heirat Herzogin von Sachsen-Weimar.

## Leben
Eleonore Dorothea war eine Tochter des Fürsten Johann Georg I. von Anhalt-Dessau (1567–1618) aus dessen zweiter Ehe mit Dorothea (1581–1631), Tochter des Pfalzgrafen Johann Kasimir von Simmern.

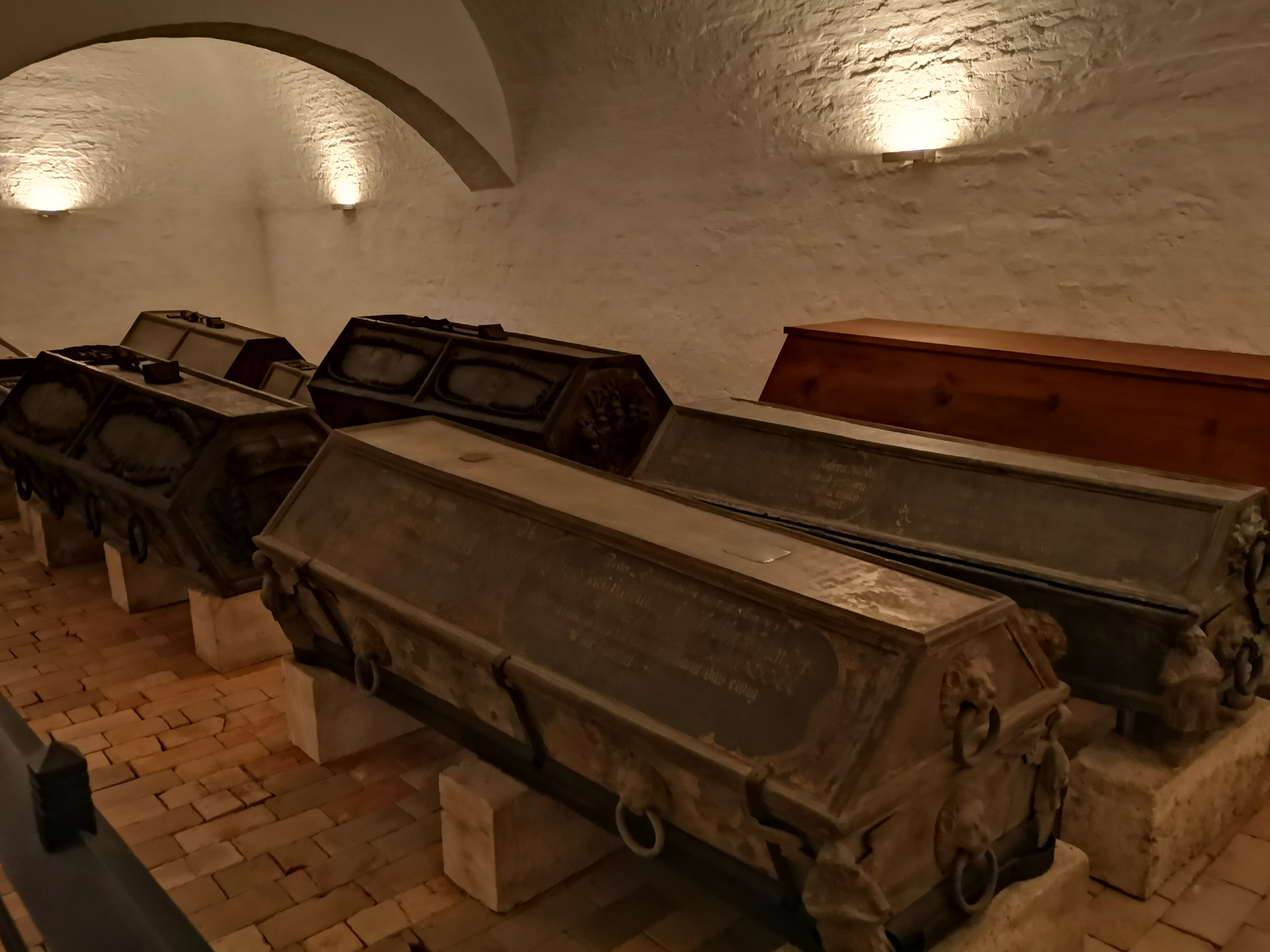
Sarg Eleonore Dorotheas neben dem ihres Gemahls Wilhelm (vorn links) in der Fürstengruft

Sie heiratete am 23. Mai 1625 in Weimar ihren Cousin Herzog Wilhelm den Großen von Sachsen-Weimar (1598–1662), mit dem sie sich schon vor seinem Feldzug nach Niedersachsen verlobt hatte. Die Verbindung, aus politischen Gründen geschlossen, die die freundschaftlichen Beziehungen Weimars und Anhalts weiter vertiefen sollte, wurde als sehr glücklich beschrieben. Eleonore Dorothea blieb im Laufe ihrer Ehe ihrem reformierten Glauben treu, wenn sie sich auch der lutherischen Religion ihres Mannes annäherte, indem sie die Lehre der Gnadenwahl ablegte und die lutherische Sakramentslehre übernahm.
Die Herzogin wurde zunächst in der Kapelle des Weimarer Stadtschlosses bestattet, aber 1824 in die neue Weimarer Fürstengruft überführt.

## Nachkommen
Aus ihrer Ehe hatte Eleonore Dorothea folgende Kinder:
- Wilhelm (*/† 1626)
- Johann Ernst II. (1627–1683), Herzog von Sachsen-Weimar

⚭ 1656 Prinzessin Christiane Elisabeth von Schleswig-Holstein-Sonderburg (1638–1679)
- Johann Wilhelm (1630–1639)
- Adolf Wilhelm (1632–1668), Herzog von Sachsen-Eisenach

⚭ 1663 Prinzessin Marie Elisabeth von Braunschweig-Wolfenbüttel (1638–1687)
- Johann Georg I. (1634–1686), Herzog von Sachsen-Marksuhl und später von Sachsen-Eisenach

⚭ 1661 Gräfin Johanetta von Sayn-Wittgenstein (1626–1701)
- Wilhelmine Eleonore (1636–1653)
- Bernhard (1638–1678), Herzog von Sachsen-Jena

⚭ 1662 Prinzessin Marie Charlotte de La Trémoille (1632–1682)
- Friedrich von Sachsen-Weimar (1640–1656)
- Dorothea Maria (1641–1675)

⚭ 1656 Herzog Moritz von Sachsen-Zeitz (1619–1681)